# Gnophos crenulata
Gnophos crenulata là một loài bướm đêm trong họ Geometridae.